# Sumitomo Electric Industries
Sumitomo Electric Industries, Ltd. (住友電気工業株式会社, Sumitomo Denki Kōgyō) è un produttore di fili elettrici e cavi in fibra ottica. La sua sede è a Chūō-ku, Osaka, Giappone. Le azioni della società sono quotate nella prima sezione delle borse di Tokyo, Nagoya e Fukuoka. Nel periodo che termina a marzo 2019, la società ha registrato un fatturato consolidato di 29 miliardi di dollari (3.177.985 milioni di yen giapponesi).
L'azienda è stata fondata nel 1897 per produrre filo di rame per usi elettrici. Sumitomo Electric opera in cinque settori di attività: Automotive, Information & Communications, Electronics, Environment & Energy, e Industrial materials e si sta sviluppando in altri due: Scienze della vita e Materiali e risorse. Ha più di 350 filiali e oltre 270.000 dipendenti in più di 30 paesi.
Sumitomo Electric ha tradizionalmente un'intensa attività di R&S per sviluppare nuovi prodotti. Le sue tecnologie sono state utilizzate in grandi progetti come il controllo del traffico in Thailandia, il miglioramento delle reti di telecomunicazione in Nigeria, la tecnologia a membrana per il trattamento delle acque reflue in Corea e la costruzione di ponti in Germania.
I sistemi di cablaggio elettrico di Sumitomo Electric, utilizzati per inviare informazioni ed energia alle automobili, detengono la più grande quota di mercato nel mondo. Sumitomo Electric continua anche ad essere il principale produttore di semiconduttori compositi (GaAs, GaN, InP), che sono ampiamente utilizzati nei laser a semiconduttore, nei LED e nei dispositivi di telecomunicazione mobile. L'azienda è uno dei primi tre produttori al mondo di fibra ottica.

## Attività
L'azienda è stata fondata nel 1897 come produttore di cavi di rame.
Attualmente la Sumitomo Electric Industries produce materiale elettrico suddiviso in cinque divisioni: Automotive, Information & Communications, Electronics, Environment & Energy. Possiede oltre 350 sussidiarie in 30 paesi, ed è il terzo più grande produttore mondiale di cavi in fibra ottica.